# Błonie
Błonie é um município da Polônia, na voivodia da Mazóvia e no condado de Varsóvia Ocidental. Estende-se por uma área de 9,12 km², com 12 392 habitantes, segundo os censos de 2016, com uma densidade de 1363,3 hab/km².